# Dosarul „Loteria I”
Dosarul Loteria I a fost un scandal de evaziune fiscală din România care l-a avut în centru pe omul de afaceri George Copos.
În vara anului 2004, Loteria Națională a cumpărat un pachet de 38 de spații comerciale, indirect, de la compania Ana Electronic a lui George Copos.
Tranzacția s-a realizat prin trei intermediari, două persoane fizice (Ion Matei și Nicolae Ghinea) și o firmă, Rom Tour GM Impex SRL.
Cei trei intermediari au cumpărat de la George Copos la un preț foarte mic.
Ei au revândut apoi Loteriei, după doar câteva săptămîni, la un preț de 10-12 ori mai mare.
Copos a ales această metodă de a vinde cele 38 de clădiri Loteriei deoarece persoanele fizice sunt scutite de impozit în cazul tranzacțiilor imobiliare, iar cealaltă persoană juridică era o microîntreprindere, care a plătit impozitul legal specific IMM-urilor, de doar 1,5%, în loc de 25% cât ar fi trebuit să plătească Ana Electronic dacă ar fi vândut direct Loteriei.
De fapt, Loteria Română a plătit 5,2 milioane de euro pentru cele 38 de spații unor intermediari care au legătură directă cu George Copos.
Dacă acesta ar fi vândut spațiile Loteriei direct prin firma sa, el ar fi trebuit să plătească un impozit de peste un milion de euro.
După ce a vândut prin intermediari, Copos a plătit doar 1,5% din suma tranzacției, adică 78.000 de euro.
Cele 38 de spații comerciale au fost obținute de Ana Electronic prin preluarea societății Fast Service Electronica SA București, preluare care a fost de asemenea contestată, făcând obiectul dosarului Loteria II .

## Istoric
Urmărirea penală a fost declanșată pe 11 ianuarie 2006 de către procurorii Direcției Naționale Anticorupție, sub acuzația de evaziune fiscală.
Pe 6 iunie 2006, George Copos a fost trimis in judecată, alături de alte patru persoane.
Cu câteva zile înainte (la 1 iunie) acesta demisionase din funcția ocupată în Guvern, de vicepremier.
Ceilalți inculpați în dosar erau Gilio Giuzepe Roza (administrator la SC Romtour SRL) - evaziune fiscală; Nicolae Cristea (director general la Compania Națională Loteria Română) - complicitate la evaziune fiscală; Stelian Ioan Rațiu (administrator la firma Transilvania International) - evaziune fiscală; Gabriel Rogoveanu (agent imobiliar la firma Euroest Invest) - complicitate la evaziune fiscală.
La data de 22 octombrie 2007 Înalta Curte de Casație și Justiție (ÎCCJ) decide că dosarul trebuie trimis către Parchetul de pe lângă ÎCCJ, pentru refacerea urmăririi penale.
La data de 14 aprilie 2008 recursul DNA la această decizie a fost admis, iar dosarul a rămas pe rolul ÎCCJ.
La data de 9 decembrie 2009 dosarul a fost trimis la Judecătoria Sectorului 2 București.
Pe 25 august 2014, Tribunalul București l-a condamnat pe George Copos la patru ani de închisoare cu executare, decizia instanței fiind definitivă.